# Leão Alácio
Leão Alácio (em latim: Leo Allatius; em italiano: Leone Allacci; Quio, 1586 – Roma, 19 de janeiro de 1669) foi um erudito grego do século XVII. Ingressou no Colégio Grego em Roma em 1600, passou três anos na Lucânia com seu conterrâneo Bernard Giustiniani, e depois voltou a Quio, onde foi de grande ajuda ao bispo latino Marco Giustiniani. Em 1616, recebeu o grau de doutor em medicina pela Sapienza, foi nomeado escritor na Biblioteca do Vaticano e, posteriormente, professor de retórica no Colégio Grego, cargo que ocupou por apenas dois anos.
Em 1622, o papa Gregório XV (r. 1621–1623) o enviou ao Sacro Império Romano-Germânico para trazer a Roma a biblioteca do Eleitorado do Palatinado, que o príncipe-eleitor Maximiliano I da Baviera (r. 1597–1623) apresentara ao Papa em troca de subsídios de guerra, tarefa que cumpriu diante de grandes dificuldades. Com a morte de Gregório XV (1623), Alácio perdeu seu patrono principal: mas com o apoio de igrejas influentes, continuou suas pesquisas, especialmente sobre os manuscritos do palatinado. Alexandre VII fez dele o guardião da Biblioteca do Vaticano em 1661, onde permaneceu até sua morte.
Alácio combinou uma vasta erudição, que aplicou em questões literárias, históricas, filosóficas e teológicas. Trabalhou arduamente para efetuar a reconciliação da Igreja Ortodoxa de Constantinopla com a de Igreja Católica de Roma e, para esse fim, escreveu sua obra mais importante, De Ecclesiæ Occidentalisatque Orientalis perpetua consensione (Colônia, 1648), na qual os pontos de concordância entre as Igrejas são enfatizados, enquanto suas diferenças são minimizadas. Também editou ou traduziu para o latim os escritos de vários autores gregos, correspondeu-se com os principais estudiosos da Europa, contribuiu como editor para o Corpus Byzantinorum (Paris) e organizou a publicação de uma Biblioteca dos Escritores Gregos (Bibliotheca Scriptorum Græcorum). Legou seus manuscritos (cerca de 150 volumes) e sua correspondência (mais de 1 000 cartas) para a biblioteca dos Oratorianos em Roma.